# カルロ・エマヌエーレ3世
カルロ・エマヌエーレ3世 （イタリア語: Carlo Emanuele III、1701年4月27日 - 1773年2月20日）は、サルデーニャ王国の第2代国王（在位：1730年9月3日 - 1773年2月20日）。ヴィットーリオ・アメデーオ2世と妃アンナ・マリーア・ドルレアンスの子。

## 生涯

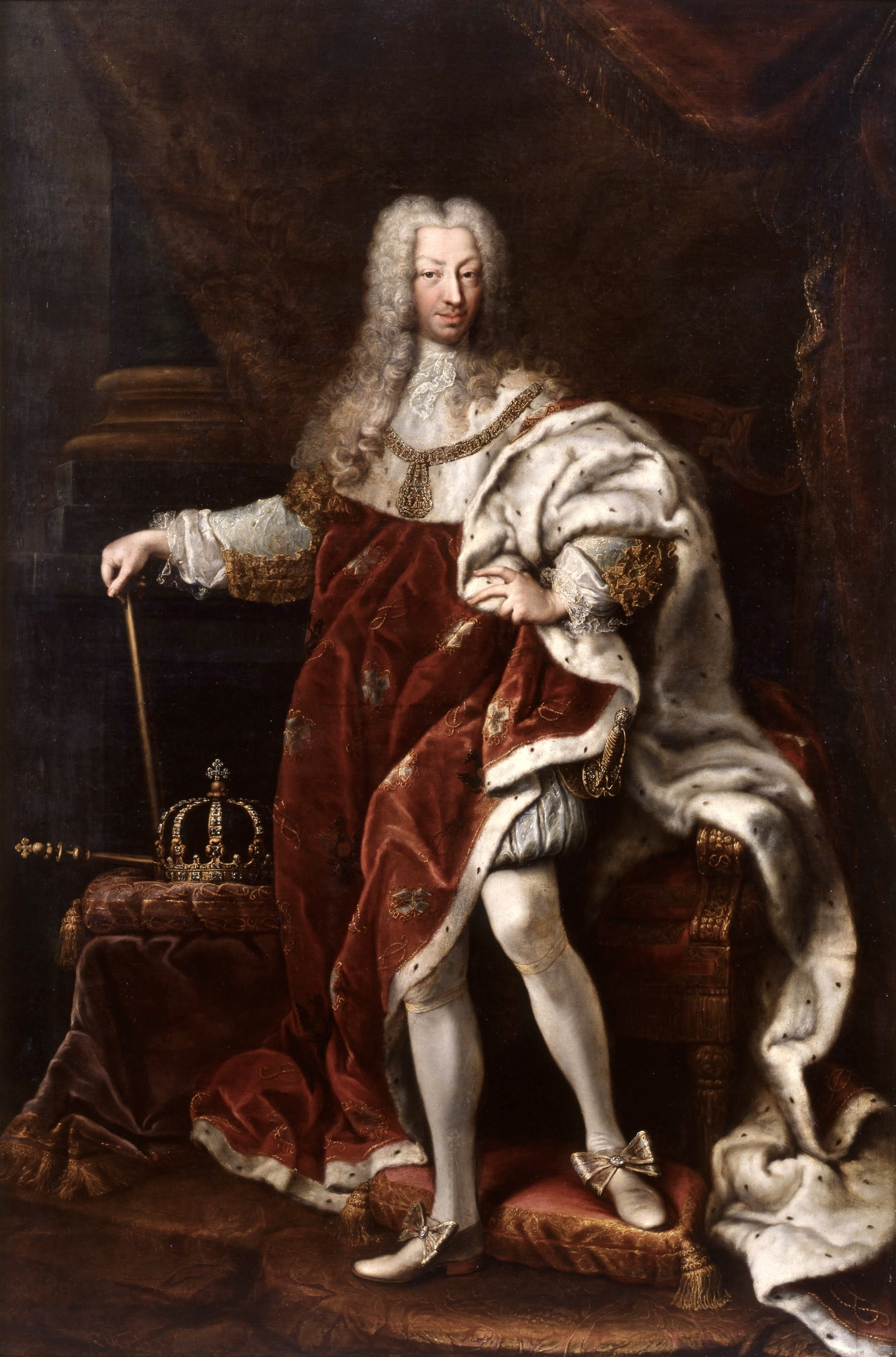
カルロ・エマヌエーレ3世

1701年、トリノでサルデーニャ王ヴィットーリオ・アメデーオ2世の次男として生まれた。兄のヴィットーリオ・アメデーオが1715年に天然痘で死去したため跡継ぎになった。
1730年、父が精神疾患により退位するとサルデーニャ王になった。翌年に父が復位しようとしたためリヴォリ城に幽閉した。
ポーランド継承戦争ではフランス側のスタニスワフ・レシチニスキを支持し、ロンバルディアを占領した。しかし、スペイン王フェリペ5世が参戦の代償にミラノ公国の領有を要求したためこれに反発し、交渉は紛糾した。フランス・スペイン・サルデーニャ連合軍はマントヴァを無事占領したが、結局フェリペ5世の要求が通り、1738年のウィーン条約でサルデーニャはトルトーナやノヴァーラを獲得するにとどまった。
オーストリア継承戦争ではオーストリア側で参戦し、フランス・スペイン連合軍を相手に苦戦したが、1746年以降はオーストリアの援助もあって盛り返し、また主戦場がネーデルラントに移ったため無事勝利した。アーヘンの和約でサヴォワ、ニースを取り返し、さらにヴィジェーヴァノも得た。
その後は七年戦争への参戦を見送って内政に徹し、相次ぐ戦争で荒廃したサルデーニャは軍隊やサッサリ大学、カリャリ大学などを再建した。1773年にトリノで没し、子のヴィットーリオ・アメデーオ3世が王位を継いだ。

## 家族
1722年、プファルツ＝ズルツバッハ公テオドール・オイスタッハの娘アンナ・クリスティーナ・ルイーザ・デル・パラティナート＝スルズバックと結婚した。夫の即位前に死去したため、王妃にはなっていない。
1. ヴィットーリオ・アメデーオ・テオドロ（英語版）（1723年 - 1725年）

1724年、先妻アンナ・クリスティーネ・ルイーゼの従妹でヘッセン＝カッセル家傍系のヘッセン＝ローテンブルク辺境伯エルンスト2世レオポルトの娘ポリッセナ・ダッシア＝ローテンブルグと再婚した。ポリッセナは1735年に死去した。
1. ヴィットーリオ・アメデーオ3世（1726年 - 1796年） - サルデーニャ王
2. エレオノーラ（英語版）（1728年 - 1781年）
3. マリア・ルイーザ（英語版）（1729年 - 1767年）
4. マリア・フェリーチタ（英語版）（1730年 - 1801年）
5. エマヌエーレ・フィリベルト（英語版）（1731年 - 1735年）
6. カルロ・フランチェスコ・ロムアウド（1733年）

1737年、ロレーヌ公レオポルトの娘で、母方の従妹にあたるエリザベッタ・テレーザ・ディ・ロレーナと再婚した。エリザベッタは1741年に死去した。
1. カルロ・フランチェスコ（英語版）（1738年 - 1745年）
2. マリア・ヴィットーリア・マルゲリータ（英語版）（1740年 - 1742年）
3. ベネデット（1741年 - 1808年） - シャブレー公（英語版）